# ماريو بافا
ماريو بافا (بالإيطالية: [Mario Bava] 31 يوليو 1914 - 25 أبريل 1980) مخرج وسيناريست إيطالي يشتهر بأفلام الرعب التي أثرت على مخرجين مشهورين بشكل واضح مثل تيم برتون وإدغار رايت وكوينتن تارانتينو. وأثرت تأثيراً خاصاُ بمخرج أفلام الرعب الإيطالي داريو أرجنتو. يلقب ماريو بافا بسيد الرعب الإيطالي، أفلامه منخفضة الميزانية والمعروفة بذوقها البصري المميز وإبداعها الفني الأنيق تتميز بمواضيع وصور متكررة تتعلق بالصراع بين الوهم والواقع فضلاً عن القدرة التدميرية للطبيعة البشرية.
أثرت أفلامه على مخرجين مهمين مثل: فيديريكو فليني ومارتن سكورسيزي وفرانسيس فورد كوبولا ونيكولاس ويندينج ريفين.

## سيرته الذاتية
ولد ماريو بافا في سانريمو، ليغوريا في 31 يوليو 1914. كان ابن أوجينيو بافا (1886-1966)، وهو نحات عمل أيضًا كمصور مؤثرات خاصة ومصور في صناعة السينما الإيطالية الصامتة. كان أول طموح لماريو بافا هو أن يصبح رسامًا. غير قادر على إخراج اللوحات بمعدل مربح، ذهب إلى أعمال والده، حيث عمل كمساعد لمصورين سينمائيين إيطاليين آخرين مثل ماسيمو تريزانو.
أصبح بافا مصورًا سينمائيًا في عام 1939، حيث قام بتصوير فيلمين قصيرين مع المخرج الكبير روبرتو روسيليني. ظهر لأول مرة في أوائل الأربعينيات. كان كمصور بافا وعامل أساسي في تطوير اشخاصا الشاشة هذه النجوم من الفترة كما جينا لولو بريجيدا، ستيف ريفز والدو فابريزي.
أكمل بافا تصوير فيلم مصاصي الدماء (المعروف أيضًا باسم وصية الشيطان ) للمخرج ريكاردو فريدا في عام 1956، وهو فيلم يُشار إليه الآن على أنه أول فيلم رعب إيطالي. كما تعامل مع التصوير السينمائي والمؤثرات الخاصة في ملحمة أوليسيس عام 1955 بطولة النجمان الكبيران أنطوني كوين وكيرك دوغلاس.
شارك بافا في إخراج فيلم يوم انفجرت السماء في عام 1958 وهو أول فيلم إيطالي للخيال العلمي، سبق حتى أفلام الخيال العلمي لأنطونيو مارغريتي. نظرًا لأنه لم يكن لديه خبرة سابقة في الإخراج، فقد نُسب الفيلم إلى باولو هيوش فقط. في عام 1959 أكمل ماريو بافا فيلم كالتيكي - الوحش الخالد مرة أخرى لريكاردو فريدا الذي ترك المشروع قبل نهايته، وعمل على الإضاءة والمؤثرات الخاصة لملحمتي هرقل غير مقيد وعملاق ماراثون (أيضًا مخرج مشارك).
في عام 1960 أخرج بافا فيلم الرعب القوطي الكلاسيكي الأحد الأسود وهو أول فيلم أخرجه وحده. لاقى استحسانًا واسعًا.
فيلم 1966 اقتل، طفل، اقتل يعتبره مارتن سكورسيزي على أنه تحفة فنية لبافا.
صدر عام 2000 فيلم وثائقي عنه بعنوان ماريو بافا: مايسترو الماكابر.

## أهم أعماله
- Black Sunday 1960
- Black Sabbath 1963
- Kill, Baby, Kill 1966
- A Bay of Blood 1971
- Blood and Black Lace 1964
- Danger: Diabolik 1968
- Planet of the Vampires 1965
- Rabid Dogs 1974
- Lisa and the Devil 1973
- The Evil Eye 1963
- The Whip and the Body 1963
- Shock 1977
- Hatchet for the Honeymoon 1970
- Baron Blood 1972
- The Vampires 1957
- Five Dolls for an August Moon 1970

## وصلات خارجية
- ماريو بافا على موقع IMDb (الإنجليزية)
- ماريو بافا على موقع ألو سيني (الفرنسية)
- ماريو بافا على موقع تيرنر كلاسيك موفيز (الإنجليزية)
- ماريو بافا على موقع أول موفي (الإنجليزية)
- ماريو بافا على موقع قاعدة بيانات الأفلام السويدية (السويدية)
- ماريو بافا على موقع إن إن دي بي (الإنجليزية)
- ماريو بافا على موقع قاعدة بيانات الفيلم (الإنجليزية)
- ماريو بافا على موقع كينوبويسك (الروسية)